# イオン市川妙典店
イオン市川妙典店（イオンいちかわみょうでんてん）は、千葉県市川市妙典4丁目・5丁目に所在する、イオンリテール株式会社運営のGMS（総合スーパー）である。

## 概要
東京メトロ東西線妙典駅前に位置する。
1999年4月1日にマイカルが市川妙典サティとして開店させた。同時に9スクリーンを持つ映画館「ワーナー・マイカル・シネマズ市川妙典（現:イオンシネマ市川妙典）」もオープンし、関東初となる都市銀行の店舗内店舗も出店した。
入居ビルは「妙典タウンセンタービル」であり、土地区画整理事業はフジタが担当した。2005年にはスポーツクラブとホテルから成る2期工事も竣工している。

## 沿革
- 1999年（平成11年）4月1日 - 市川妙典サティオープン[1]
- 2011年（平成23年）3月1日 - イオン市川妙典店に改称。
- 2013年（平成25年）7月1日 - ワーナー・マイカル・シネマズ市川妙典をイオンシネマ市川妙典に改称。
- 2021年（令和3年）1月24日 - イオンシネマ市川妙典リニューアルオープン。
- 2022年（令和4年）9月16日 - 2F・無印良品オープン。
- 2024年（令和6年）9月27日 - 1F・食品売場リニューアルオープン。

## 主なフロア構成・テナント
各館は2階で連絡デッキにて接続している。
1番街
1階 食品・美容・健康・飲食のフロア
2階 婦人・紳士ファッション・服飾・肌着のフロア
3階 キッズ・住まいと暮らしのフロア
2番街
1階 パチンコ店
2階 TAITO STATION
3階 イオンシネマ市川妙典
3番街
1階 専門店
2階 駐車場
屋上 フットサルコート

## 大規模リニューアル

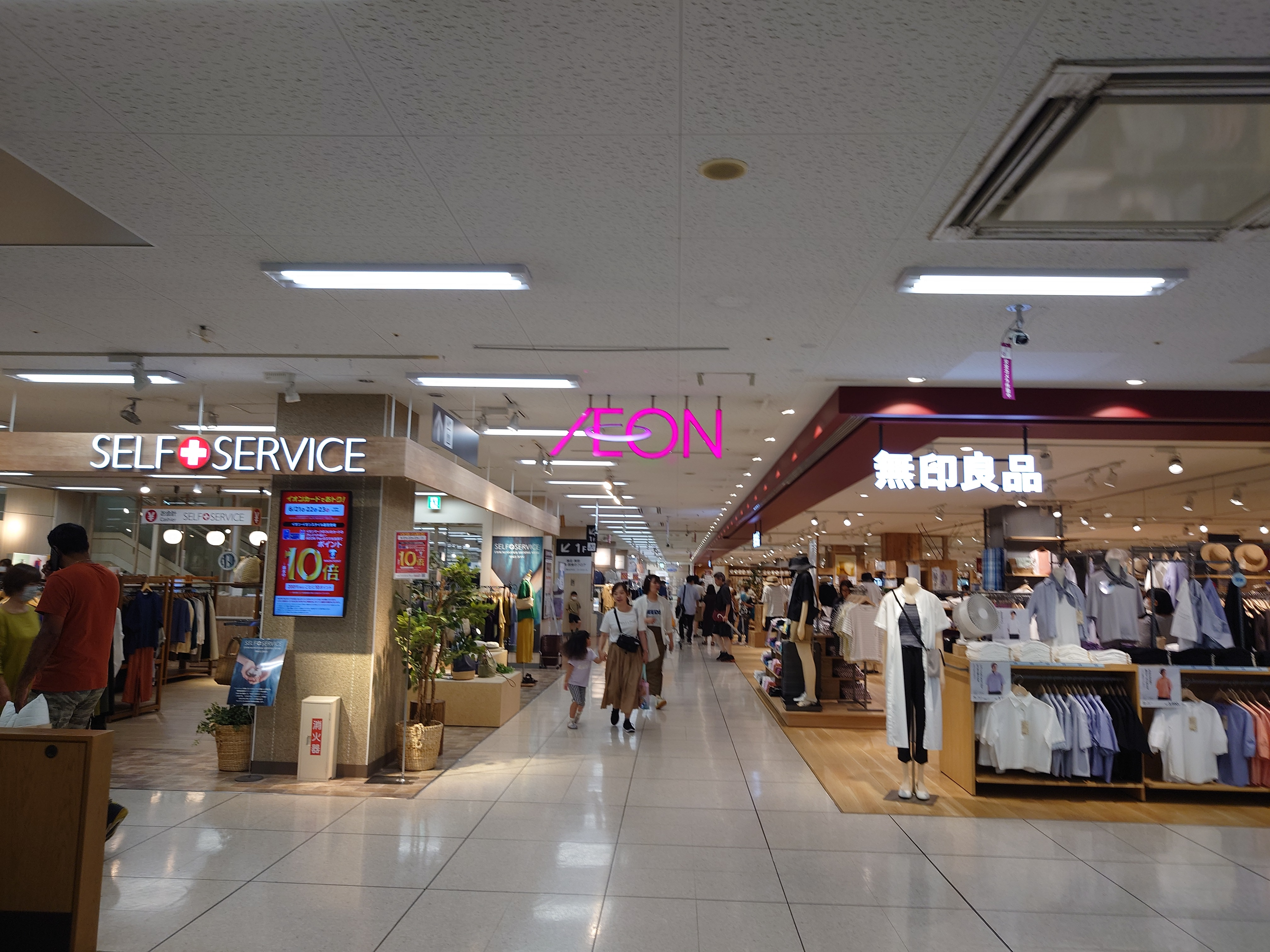
2024年より、1番街中心にリニューアルが進んでいる。
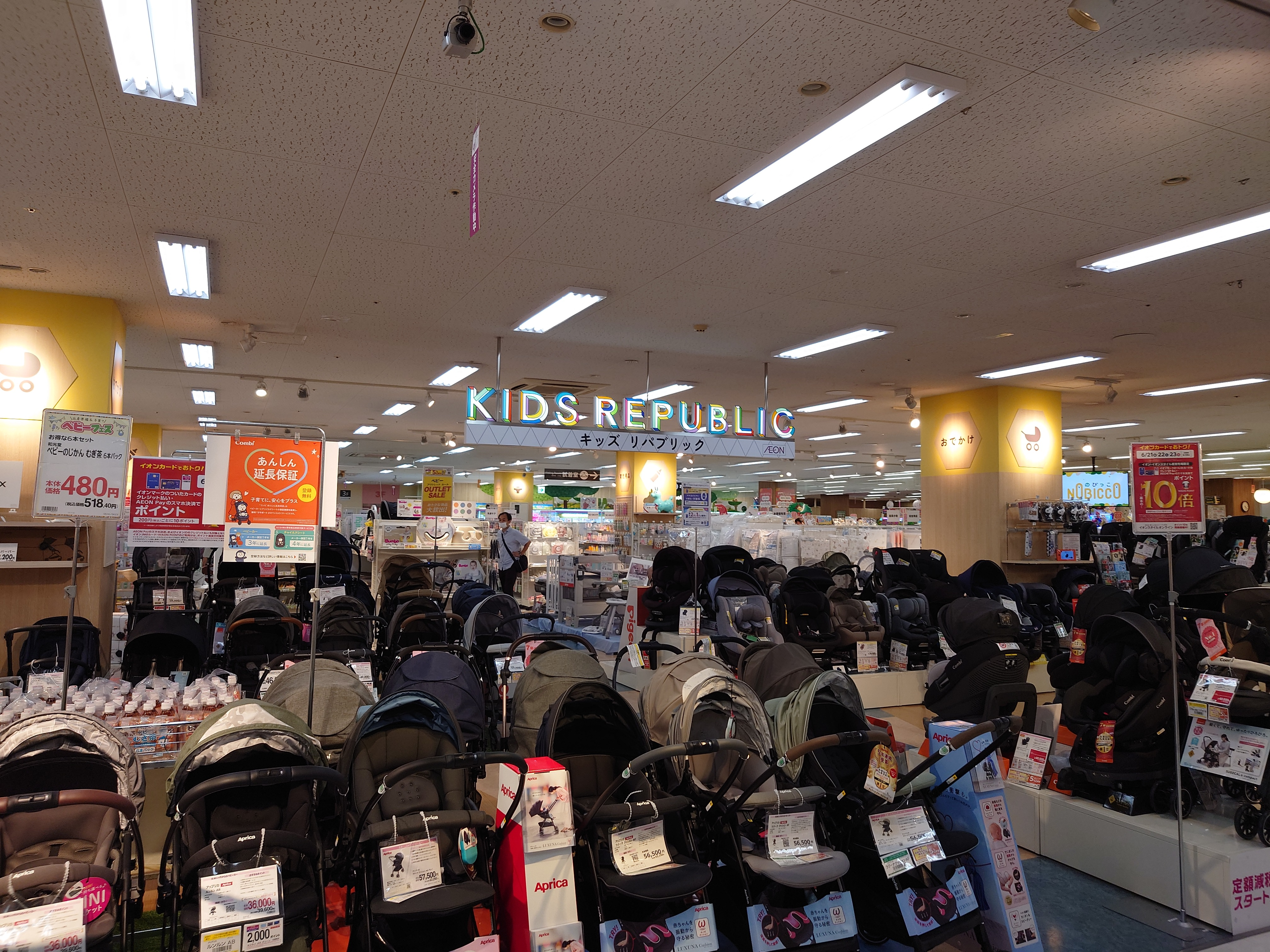
キッズリパブリック・ホームコーディなどイオン直営の専門店スタイルも導入。
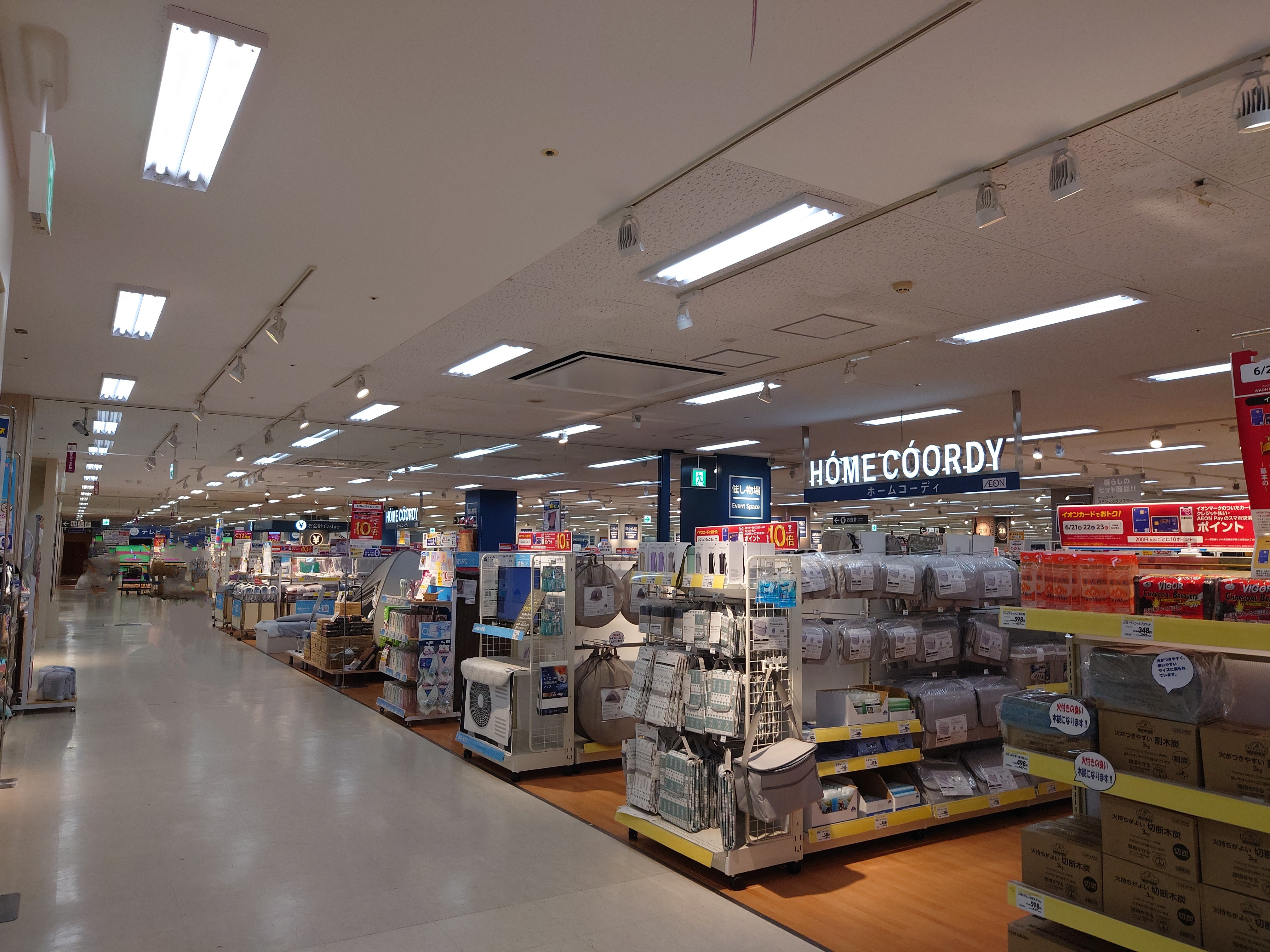
サイン類は塗り替えが主になっている。ただし、フロアガイドのポスターなどは上から額縁を貼り付けて掲示するタイプになっている。
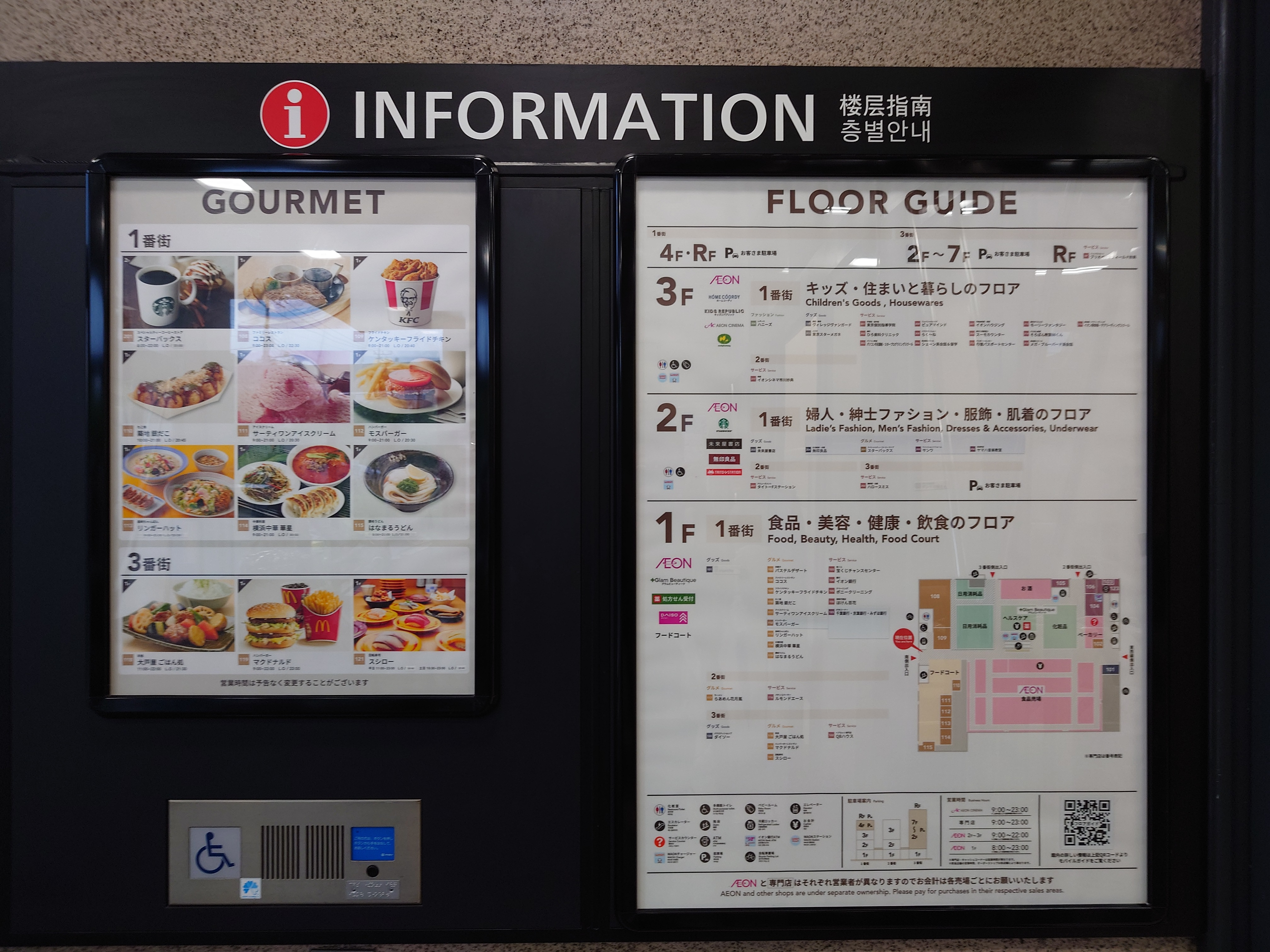
イオン直営と専門店の区分分けもされるようになった。
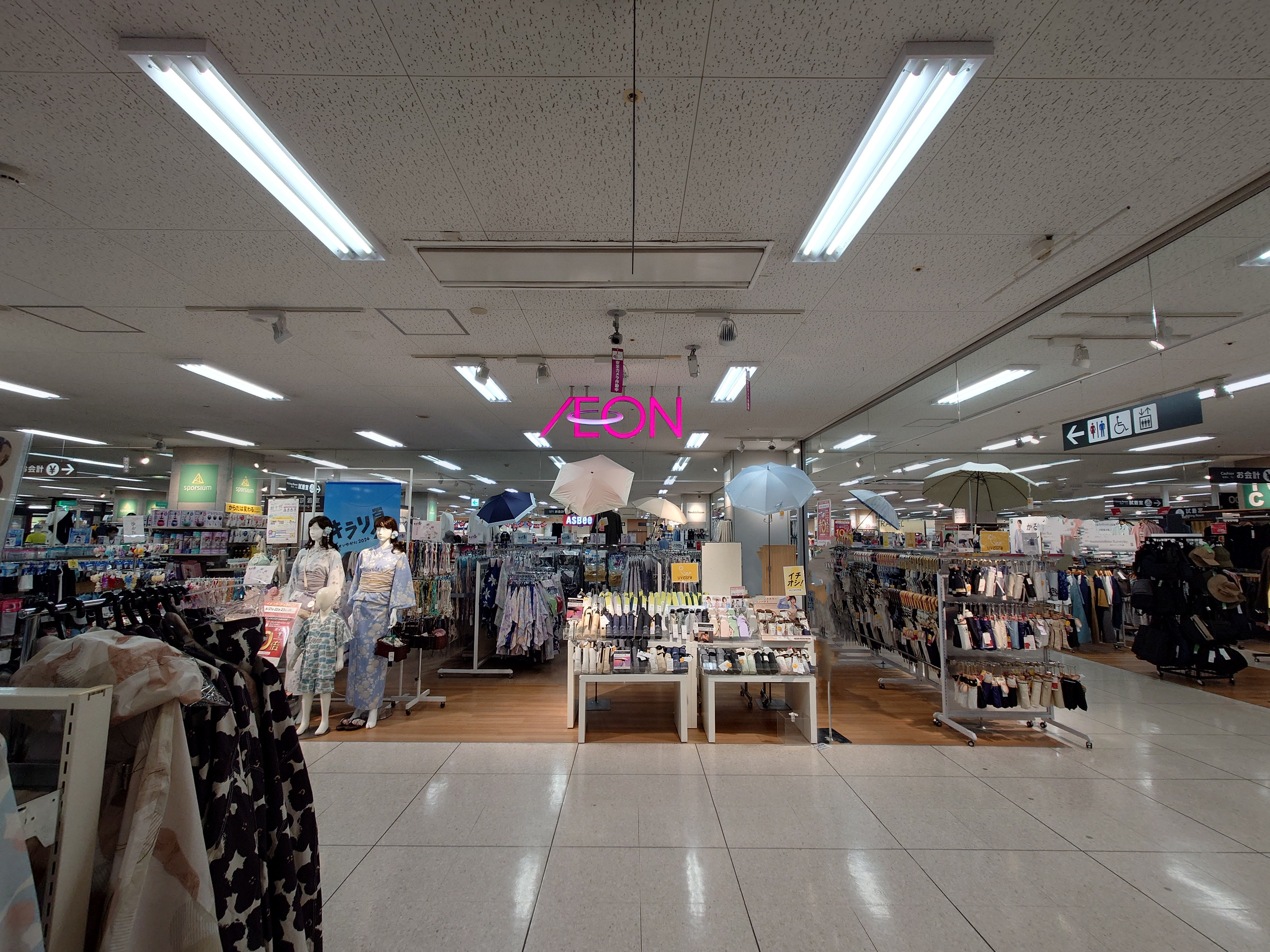

## イオンシネマ市川妙典
イオンシネマ市川妙典（イオンシネマいちかわみょうでん）は、イオン市川妙典店2番街の3階に位置するシネマコンプレックス。2013年6月30日まではワーナー・マイカル・シネマズ市川妙典であったが、運営会社の合併に伴い、現名称に改称した。